# Traveling Wilburys Vol. 3
Traveling Wilburys Vol. 3 ist das zweite und letzte Studioalbum der Supergroup Traveling Wilburys, bestehend aus George Harrison († 2001), Jeff Lynne, Tom Petty († 2017) und Bob Dylan. Es wurde am 29. Oktober 1990 (USA: 6. November 1990) veröffentlicht.

## Entstehungsgeschichte
Nach Roy Orbisons Tod machten die vier verbliebenen Traveling Wilburys – entgegen ersten Erwartungen – musikalisch weiter. Im Oktober 1990 erschien das zweite Album der Gruppe, das den Titel Vol. 3 trug. George Harrison sagte dazu: "Aus meiner Sicht habe ich nur versucht, unsere Beziehung zu erhalten. Ich habe so hart gearbeitet, um sicherzustellen, dass alle Jungs, die in dieser Band waren und folglich auch auf Platte und Film, dass ihre Freundschaft nicht missbraucht wird. Nur um unsere Freundschaft zu bewahren – das war der grundlegende Beitrag, den ich zu leisten versuchte."
Es gibt mehrere Erklärungsversuche dafür, dass man zwischen Vol. 1 und Vol. 3 den Titel Vol. 2 ausließ. So behauptete Jeff Lynne, das Ganze sei ein bloßer Scherz gewesen: “There was so much pressure and expectation regarding Vol. 2 that we decided to skip that and go straight for Vol. 3” (‚Es gab so viel Druck und so hohe Erwartungshaltungen für Vol. 2, dass wir uns entschieden, dieses zu überspringen und direkt Vol. 3 aufzunehmen‘).
Die Aufnahmen begannen in Bel Air (Kalifornien) in den Wilbury Mountain Studio, wo die meisten Instrumente aufgenommen wurden, sie erstreckten sich von März bis Mai 1990. Die abschließenden Arbeiten für das Album, wie den Gesang, das Einspielen von weiteren Instrumenten und Abmischungen wurden in George Harrisons Studio im Juli 1990 getätigt. Insgesamt wurden 15 Lieder aufgenommen. Bedingt durch Terminprobleme von Bob Dylan fügte er im Vorwege zu den meisten Titeln seinen Gesang hinzu. Die übrigen Mitglieder der Band konnten dann entscheiden, welche Lieder sie neu einsingen wollten. Die Entscheidung, nicht viel zu verändern führte dazu, dass Dylans Stimme auf diesem Album dominiert.
Im Januar 1991 wurde das Album in den USA mit Platin für eine Million verkaufte Exemplare ausgezeichnet.

## Covergestaltung
Das Design des Covers stammt von David Costa und Nicky Hames, die Coverfotos von Caroline Greyshock. Der CD liegt ein aufklappbares bebildertes Faltblatt bei, das eine fiktive Geschichte über die Traveling Wilburys enthält sowie eine Anweisung, wie der Wilbury-Twist getanzt wird.

## Titelliste
Alle Titel wurden von den Traveling Wilburys geschrieben, soweit nicht anders vermerkt.
Seite 1
1. She’s My Baby – 3:15
2. Inside Out – 3:35
3. If You Belonged to Me – 3:13
4. The Devil’s Been Busy – 3:18
5. 7 Deadly Sins – 3:17
6. Poor House – 3:16

Seite 2
1. Where Were You Last Night? – 3:03
2. Cool Dry Place – 3:37
3. New Blue Moon – 3:20
4. You Took My Breath Away – 3:18
5. Wilbury Twist – 2:58

Bonus-Titel (2007)
1. Nobody’s Child (Cy Coben, Mel Foree) – 3:28
2. Runaway (Max Crook, Del Shannon) – 2:30

## Wiederveröffentlichungen
Die Erstveröffentlichung im CD-Format erfolgte im Oktober 1990 parallel zur Schallplattenveröffentlichung ohne Bonustitel. Das Album wurde in einer neu remasterten Version mit zwei Bonustiteln im Juni 2007 als CD bei Rhino Records und im Download-Format wiederveröffentlicht. Es wurden vier weitere Lieder für das Album aufgenommen: Die Titel Maxine und Like a Ship erschienen im Juni 2007 als Bonustitel des Albums Traveling Wilburys Vol. 1. Die Lieder Nobody’s Child und Runaway wurden als Bonustitel für Traveling Wilburys Vol. 3 hinzugefügt.

## Singleauskopplungen

### Nobody’s Child
Im Vorfeld erschien am 18. Juni 1990 in Großbritannien und in Deutschland die Single Nobody’s Child, dessen B-Seite Lumiere von Dave Stewart and the Spiritual Cowboys stammt. Der Titel erschien ebenfalls noch auf dem Kompilationsalbum Nobody’s Child – Romanian Angel Appeal, aber nicht auf dem Album Vol. 3, erst im Jahr 2007 wurde das Lied als Bonus-Titel hinzugefügt. Die Single erschien als 7″-Vinyl-, 12″-Vinyl- und 5″-CD-Version.

### She’s My Baby
Somit war die erste Singleauskopplung She’s My Baby / New Blue Moon (Instrumental Version). Sie erschien am 5. November 1990 in Großbritannien und Deutschland, in den USA wurde sie nur als Promo-Single veröffentlicht. In Europa wurde zusätzlich noch eine 5″-CD/12″-Vinyl-Maxi-Single: She’s My Baby / New Blue Moon (Instrumental Version) / Runaway veröffentlicht.

### Wilbury Twist
Die zweite Singleauskopplung Wilbury Twist / New Blue Moon (Instrumental Version) erschien am 25. März 1991 in Großbritannien und am 26. März 1991 in den USA. In Europa wurde neben einer 7″-Vinyl-Single zusätzlich noch eine 5″-CD/12″-Vinyl-Maxisingle: Wilbury Twist / New Blue Moon (Instrumental Version) / Cool Dry Place veröffentlicht. In den USA wurde nur eine Kassetten-Single veröffentlicht.

### Inside Out
In den USA wurde im Februar 1991 eine CD-Promotionsingle von Inside Out veröffentlicht. In Deutschland und den Niederlanden erschien die Single laut Produktinformation am 16. August 1991: Inside Out / New Blue Moon (Instrumental Version). Sie war auch als Maxi-Single im 5″-CD- und 12″-Vinyl-Format erhältlich: Inside Out / New Blue Moon (Instrumental Version) / Cool Dry Place.

## Chartplatzierungen
| ChartsChartplatzierungen       | Höchstplatzierung | Wochen |
| ------------------------------ | ----------------- | ------ |
| Deutschland (GfK)              | 23 (14 Wo.)       | 14     |
| Österreich (Ö3)                | 22 (4 Wo.)        | 4      |
| Schweiz (IFPI)                 | 18 (11 Wo.)       | 11     |
| Vereinigtes Königreich (OCC)   | 14 (9 Wo.)        | 9      |
| Vereinigte Staaten (Billboard) | 11 (22 Wo.)       | 22     |

## Sonstiges
Für das Album wurden Musikvideos für die Titel She’s My Baby, Wilbury Twist und Inside Out produziert. In den USA wurde die CD-Promotion-Singles She’s My Baby und Inside Out veröffentlicht.
Die Mitglieder der Traveling Wilburys gebrauchten für das Album folgende Pseudonyme, die nicht identisch mit den Pseudonymen des ersten Albums sind:
- Bob Dylan: Boo Wilbury
- George Harrison: Spike Wilbury
- Jeff Lynne: Clayton Wilbury
- Tom Petty: Muddy Wilbury